# Ctimene fulvimacula
Ctimene fulvimacula là một loài bướm đêm trong họ Geometridae.